# Устьинский сельсовет (Мичуринский район)
У́стьинский сельсове́т — сельское поселение в Мичуринском районе Тамбовской области.
Административный центр — село Устье.

## Население
| 2010  | 2012  | 2013  | 2014  | 2015  | 2016  | 2017  |
| ----- | ----- | ----- | ----- | ----- | ----- | ----- |
| 1408  | ↗1449 | ↘1429 | ↘1398 | ↗1418 | ↘1385 | ↗1399 |
| 2018  | 2019  | 2020  | 2021  |       |       |       |
| ↘1359 | ↘1296 | ↘1269 | ↗1421 |       |       |       |

## Состав сельского поселения
| № | Населённый пункт | Тип населённого пункта       | Население |
| - | ---------------- | ---------------------------- | --------- |
| 1 | Борщевое         | село                         | ↘761      |
| 2 | Устье            | село, административный центр | ↘647      |